# Сидоров, Андрей Сергеевич
Андрей Сергеевич Сидоров (узб. Andrey Sergeyevich Sidorov, род. 30 марта 1995) — узбекистанский футболист.
Является воспитанником ташкентского «Пахтакора». Известен тем, что стал автором победного гола, забитый в последние секунды дополнительного времени матча против сборной Вьетнама. Этот гол в итоге принёс Узбекистану титул чемпиона Азии среди молодёжных команд.